# Coureurs de Bow Street

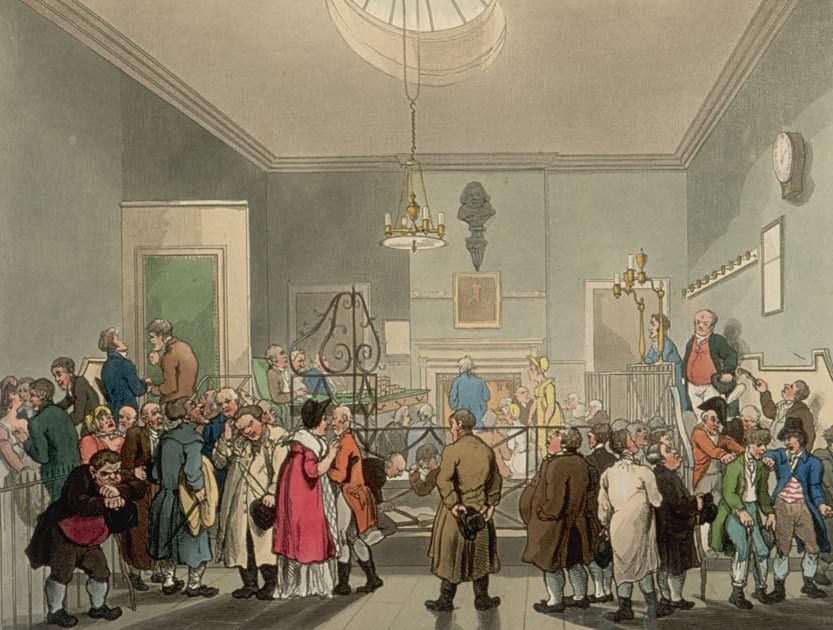
Dessin du XIXe siècle représentant la salle d'audience du 4 Bow Street, à l'origine une pièce de la propre maison du magistrat Thomas de Veil

Les  Coureurs de Bow Street (Bow Street Runners) ont été les premières forces de police professionnelles de Londres. Il s'agissait d'une patrouille volante composée initialement de 6 personnes, créée, en 1742 par le magistrat britannique Henry Fielding (1707-1754), également connu comme écrivain. Les « coureurs » (runners) de Bow Street était le surnom donné par le public à ces officiers, qui cependant ne l'employaient pas eux-mêmes, estimant que ce terme était dévalorisant. Le groupe des policiers de Bow Street est dissout en 1839.